# بوپگامدا
بوپگامدا (به لاتین: Bopegammedda) یک منطقهٔ مسکونی در سری‌لانکا است که در استان مرکزی (سری‌لانکا) واقع شده‌است.